# 豪特曼阿布羅略斯
豪特曼阿布羅略斯（Houtman Abrolhos）是澳洲西岸的一座群島，位於傑拉爾頓西方約80公里處。分為瓦拉比群（Wallabi Group）、復活節群（Easter Group）以及佩爾塞爾特群（Pelsaert Group）三個島群。總面積16.4平方公里。

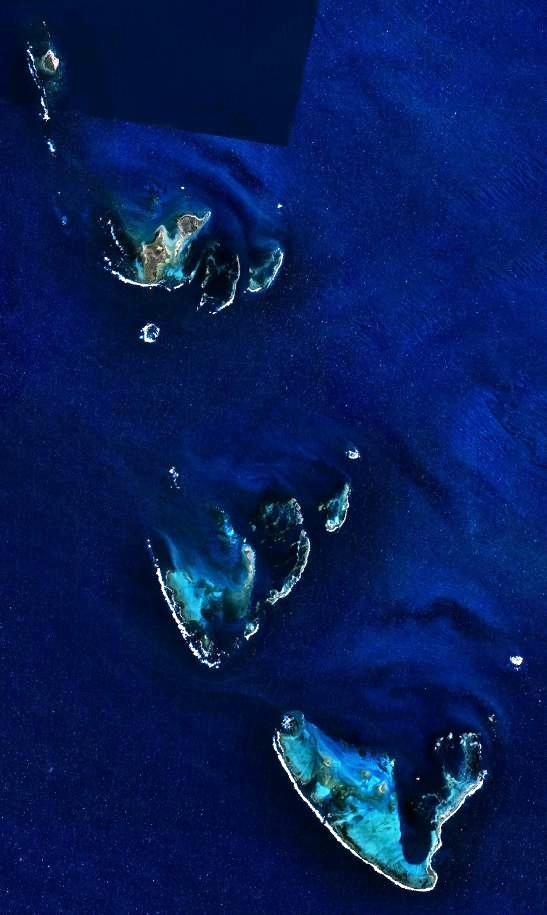
豪特曼阿布羅略斯

名稱來自於發現者弗雷德里克·德·豪特曼，一位荷蘭航海家，以及巴西外海的阿布羅略斯群島。1629年荷蘭東印度公司的巴達維亞號帆船在此處觸礁。